# Gabriel Forestier
Gabriel Forestier, est né à Eymet en Dordogne, le 18 novembre 1889. Il est mort dans le 7e arrondissement de Paris le 24 mai 1969. C'est un sculpteur français.

## Biographie
Gabriel Forestier commence la sculpture dès l'âge de six ans sur le chemin de l'école. À treize ans, dans la cour de sa ferme il produit le buste de Monsieur Bonnetou une des personnalités de la ville d’Eymet ainsi que de nombreux bustes des notables d'Eymet. Sous l'impulsion de Mr Bonnetou et de Mr Victorieux Maire et Conseiller Général du canton d'Eymet, il entre à l'École Municipale des Beaux-Arts de Bordeaux en 1907.
Il obtient le concours de fin d'année de 1907 et est autorisé à concourir pour l'École Nationale des Beaux Arts de Paris où il est admis à titre définitif en 1908. Il s'installe à Paris dans un atelier, au 93 rue de Vaugirard, dans lequel il vivra jusqu'à son décès.
Dès 1909, à vingt ans, il reçoit ses premières commandes. Il expose régulièrement au Salon des artistes français entre 1910 et 1939, et y sera plusieurs fois médaillé.
Il effectue son service militaire de 1911 à mars 1913. Il sera mobilisé durant la Première Guerre mondiale en août 1914 jusqu'en mars 1919 ayant fait la campagne d'Italie. Il sera pendant plus de sept ans éloigné de son art.
Après guerre il obtient plusieurs commandes de monuments aux Morts à travers la France : il sculpte ainsi le Monument aux Morts de Ducey puis celui de sa ville natale Eymet ainsi que celui de La Force (Dordogne).
En 1922, Il effectue un voyage d'étude en Italie et poursuit ses recherches artistiques.
Il réalise le monument aux Morts de Bergerac en 1927. En 1930-1931, il participe à la réalisation du grand bas-relief de la façade du Musée des Colonies, pour l'exposition coloniale de 1931.
Il effectue un second voyage en Italie en famille en 1931, brutalement interrompu par l'écroulement de la bibliothèque vaticane le 22 décembre 1931, dans lequel la mère de ses enfants décède.
Revenu à Paris, Il continue son œuvre. Son Géant étouffant un serpent du Salon de 1934 lui vaut une médaille d'or, et il reçoit le grand prix de l'Exposition internationale de 1937 pour la réalisation de la sculpture de la porte en bronze du musée d'art moderne de la Ville de Paris.
Il aura été Jury à l'École des Beaux-Arts entre 1939 et 1942.
Il réalise après guerre, aux côtés de Marcel Loyau la fontaine des Chevaux marins pour Chicago. Il s'illustre aussi en peinture : il réalise ainsi le décor peint de la banque d'Algérie.

## Distinctions
Gabriel Forestier est nommé chevalier de l'ordre national de la Légion d'honneur en 1939, puis officier du même ordre en 1949 en qualité de sculpteur.

## Liste des œuvres
- Offrande, 1913, Eymet, parc Gabriel-Forestier
- Monument aux morts de La Force 1924
- Monument aux morts de Ducey (Manche), 1921
- Monument aux morts d'Eymet 1922
- Monument aux morts de Bergerac, "La Victoire ailée", bronze, 1927
- Buste d’Eugène le Roy, bronze, 1927 Montignac
- Bas relief du Palais de la Porte Doré avec A. Janniot et C. Barberis, 1931
- Vénus, 1934, bronze, Beauvais, préfecture de l'Oise
- Géant étouffant un serpent, 1934, bronze, Skikda (Algérie), mairie
- Porte du Musée d'Art Moderne Palais de Tokyo 1937
- La Messagère, 1938, pierre, Paris, Jardin du Luxembourg